# World RX de Gran Bretaña 2018
El World RX de Gran Bretaña 2018, oficialmente  Cooper Tires World RX of Great Britain  es una prueba de Rallycross en Gran Bretaña válida para el Campeonato Mundial de Rallycross. Se celebró en el Circuito de Silverstone en Silverstone, Gran Bretaña
Johan Kristoffersson consiguió su tercera victoria de la temporada a bordo de su Volkswagen Polo GTI, seguido de Andreas Bakkerud y Sébastien Loeb.
En RX2 ganó el sueco Oliver Eriksson, seguido del estadounidense Conner Martell y  el noruego Sondre Evjen.

## Supercar

### Series
| Pos. | N.º | Piloto               | Equipo                     | Auto              | Q1  | Q2  | Q3  | Q4   | Pts |
| ---- | --- | -------------------- | -------------------------- | ----------------- | --- | --- | --- | ---- | --- |
| 1    | 1   | Johan Kristoffersson | PSRX Volkswagen Sweden     | Volkswagen Polo R | 4.º | 6.º | 1.º | 1.º  | 16  |
| 2    | 9   | Sébastien Loeb       | Team Peugeot Total         | Peugeot 208       | 3.º | 7.º | 2.º | 2.º  | 15  |
| 3    | 11  | Petter Solberg       | PSRX Volkswagen Sweden     | Volkswagen Polo R | 1.º | 3.º | 4.º | 10.º | 14  |
| 4    | 5   | Mattias Ekström      | EKS Audi Sport             | Audi S1           | 2.º | 2.º | 5.º | 8.º  | 13  |
| 5    | 13  | Andreas Bakkerud     | EKS Audi Sport             | Audi S1           | 5.º | 4.º | 7º  | 3º   | 12  |
| 6    | 21  | Timmy Hansen         | Team Peugeot Total         | Peugeot 208       | 7º  | 1º  | 3º  | 20º  | 11  |
| 7    | 71  | Kevin Hansen         | Team Peugeot Total         | Peugeot 208       | 8º  | 5º  | 8º  | 5º   | 10  |
| 8    | 68  | Niclas Grönholm      | GRX Taneco Team            | Hyundai i20       | 6º  | 8º  | 6º  | 7º   | 9   |
| 9    | 96  | Kevin Eriksson       | Olsbergs MSE               | Ford Fiesta       | 11º | 10º | 10º | 4º   | 8   |
| 10   | 74  | Jérôme Grosset-Janin | GC Kompetition             | Renault Mégane RS | 12º | 9º  | 9º  | 6º   | 7   |
| 11   | 24  | Tommy Rustad         | Marklund Motorsport        | Volkswagen Polo R | 13º | 11º | 12º | 9º   | 6   |
| 12   | 7   | Timur Timerzyanov    | GRX Taneco Team            | Hyundai i20       | 9º  | 13º | 14º | 13º  | 5   |
| 13   | 4   | Robin Larsson        | Olsbergs MSE               | Ford Fiesta       | 16º | 12º | 11º | 17º  | 4   |
| 14   | 6   | Jānis Baumanis       | STARD                      | Ford Fiesta       | 14º | 14º | 23º | 11º  | 3   |
| 15   | 36  | Guerlain Chicherit   | GC Kompetition             | Renault Mégane RS | 15º | 16º | 17º | 15º  | 2   |
| 16   | 134 | Mark Higgins         | Mark Higgins               | Peugeot 208       | 10º | 22º | 18º | 12º  | 1   |
| 17   | 92  | Anton Marklund       | Marklund Motorsport        | Volkswagen Polo R | 21º | 15º | 15º | 16º  |     |
| 18   | 66  | Grégoire Demoustier  | Sébastien Loeb Racing      | Peugeot 208       | 18º | 18º | 19º | 14º  |     |
| 19   | 102 | Tamás Kárai          | Kárai Motorsport Egyesület | Audi A1           | 17º | 19º | 16º | 22º  |     |
| 20   | 177 | Andrew Jordan        | MJP Racing Team Austria    | Ford Fiesta       | 23º | 17º | 13º | 23º  |     |
| 21   | 42  | Oliver Bennett       | Oliver Bennett             | MINI Cooper       | 19º | 20º | 20º | 21º  |     |
| 22   | 84  | "Knapick"            | "Knapick"                  | Citroën DS3       | 22º | 21º | 22º | 19º  |     |
| 23   | 58  | Ma Qing Hua          | STARD                      | Ford Fiesta       | 20º | 23º | 21º | 18º  |     |

### Semifinales
Semifinal 1
| Pos. | No. | Piloto               | Equipo                 | Tiempo     | Pts |
| ---- | --- | -------------------- | ---------------------- | ---------- | --- |
| 1    | 1   | Johan Kristoffersson | PSRX Volkswagen Sweden | 4:07.553   | 6   |
| 2    | 13  | Andreas Bakkerud     | EKS Audi Sport         | +1.111     | 5   |
| 3    | 71  | Kevin Hansen         | Team Peugeot Total     | +2.082     | 4   |
| 4    | 24  | Tommy Rustad         | Marklund - HTB Racing  | +5.613     | 3   |
| 5    | 96  | Kevin Eriksson       | Olsbergs MSE           | +6.872     | 2   |
| 6    | 11  | Petter Solberg       | PSRX Volkswagen Sweden | +4 Vueltas | 1   |

Semifinal 2
| Pos. | No. | Piloto               | Equipo             | Tiempo     | Pts |
| ---- | --- | -------------------- | ------------------ | ---------- | --- |
| 1    | 9   | Sébastien Loeb       | Team Peugeot Total | 4:02.466   | 6   |
| 2    | 5   | Mattias Ekström      | EKS Audi Sport     | +0.511     | 5   |
| 3    | 68  | Niclas Grönholm      | GRX Taneco Team    | +6.721     | 4   |
| 5    | 74  | Jérôme Grosset-Janin | GC Kompetition     | +9.546     | 3   |
| 5    | 7   | Timur Timerzyanov    | GRX Taneco Team    | +10.369    | 2   |
| 6    | 21  | Timmy Hansen         | Team Peugeot Total | +2 Vueltas | 1   |

### Final
| Pos. | No. | Piloto               | Equipo                 | Tiempo   | Pts |
| ---- | --- | -------------------- | ---------------------- | -------- | --- |
| 1    | 1   | Johan Kristoffersson | PSRX Volkswagen Sweden | 4:00.899 | 8   |
| 2    | 13  | Andreas Bakkerud     | EKS Audi Sport         | +0.859   | 5   |
| 3    | 9   | Sébastien Loeb       | Team Peugeot Total     | +1.346   | 4   |
| 4    | 5   | Mattias Ekström      | EKS Audi Sport         | +1.949   | 3   |
| 5    | 68  | Niclas Grönholm      | GRX Taneco Team        | +3.832   | 2   |
| 6    | 71  | Kevin Hansen         | Team Peugeot Total     | +29.983  | 1   |

## RX2 International Series

### Series
| Pos. | No. | Piloto               | Equipo                     | Q1   | Q2   | Q3   | Q4   | Pts |
| ---- | --- | -------------------- | -------------------------- | ---- | ---- | ---- | ---- | --- |
| 1    | 16  | Oliver Eriksson      | Olsbergs MSE               | 2º   | 1º   | 1º   | 1º   | 16  |
| 2    | 96  | Guillaume De Ridder  | Olsbergs MSE               | 1º   | 2º   | 3º   | 3º   | 15  |
| 3    | 55  | Vasiliy Gryazin      | Sports Racing Technologies | 7.º  | 4.º  | 6.º  | 5.º  | 14  |
| 4    | 77  | Henrik Krogstad      | JC Raceteknik              | 3.º  | 13.º | 4.º  | 7.º  | 13  |
| 5    | 65  | Jami Kalliomaki      | Set Promotion              | 8.º  | 9.º  | 11.º | 2.º  | 12  |
| 6    | 69  | Sondre Evjen         | JC Raceteknik              | 5º   | 5º   | 14º  | 4º   | 11  |
| 7    | 12  | Anders Michalak      | Anders Michalak            | 11º  | 6º   | 5º   | 8º   | 10  |
| 8    | 21  | Conner Martell       | Team Faren                 | 6º   | 11º  | 8º   | 10º  | 9   |
| 9    | 2   | Ben-Philip Gundersen | JC Raceteknik              | 17º  | 14º  | 2º   | 6º   | 8   |
| 10   | 22  | Sami-Matti Trogen    | Set Promotion              | 10º  | 3º   | 10º  | 14º  | 7   |
| 11   | 6   | William Nilsson      | JC Raceteknik              | 4º   | 8º   | 13º  | 12º  | 6   |
| 12   | 9   | Glenn Haug           | Glenn Haug                 | 9º   | 7º   | 7º   | DNF  | 5   |
| 13   | 8   | Simon Wågø Syversen  | Set Promotion              | 13º  | 10º  | 15º  | 9º   | 4   |
| 14   | 53  | Cole Keatts          | Olsbergs MSE               | 12º  | 12º  | 12º  | 15º  | 3   |
| 15   | 52  | Simon Olofsson       | Simon Olofsson             | 15º  | 16º  | 9º   | 13º  | 2   |
| 16   | 66  | Albert Llovera       | Albert Llovera             | 14.º | 15.º | 16º  | 16º  | 1   |
| 17   | 50  | Nathan Heathcote     | Team Faren                 | 16.º | DNF  | DNF  | 11.º |     |

### Semifinales
Semifinal 1
| Pos. | N.º | Piloto               | Equipo                     | Tiempo   | Pts |
| ---- | --- | -------------------- | -------------------------- | -------- | --- |
| 1    | 16  | Oliver Eriksson      | Olsbergs MSE               | 4:16.788 | 6   |
| 2    | 55  | Vasily Gryazin       | Sports Racing Technologies | +2.745   | 5   |
| 3    | 12  | Anders Michalak      | Anders Michalak            | +4.586   | 4   |
| 4    | 65  | Jami Kalliomaki      | Set Promotion              | +5.038   | 3   |
| 5    | 2   | Ben-Philip Gundersen | JC Raceteknik              | +6.137   | 2   |
| 6    | 6   | William Nilsson      | JC Raceteknik              | +21.907  | 1   |

Semifinal 2
| Pos. | N.º | Piloto              | Equipo        | Tiempo     | Pts |
| ---- | --- | ------------------- | ------------- | ---------- | --- |
| 1    | 69  | Sondre Evjen        | JC Raceteknik | 4:22.505   | 6   |
| 2    | 21  | Conner Martell      | Team Faren    | +1.109     | 5   |
| 3    | 9   | Glenn Haug          | Glenn Haug    | +3.571     | 4   |
| 4    | 22  | Sami-Matti Trogen   | Set Promotion | +4.122     | 3   |
| 5    | 77  | Henrik Krogstad     | JC Raceteknik | +11.272    | 2   |
| 6    | 96  | Guillaume De Ridder | Olsbergs MSE  | +3 Vueltas | 1   |

### Final
| Pos. | N.º | Piloto          | Equipo                     | Tiempo   | Pts |
| ---- | --- | --------------- | -------------------------- | -------- | --- |
| 1    | 16  | Oliver Eriksson | Olsbergs MSE               | 4:16.904 | 8   |
| 2    | 21  | Conner Martell  | Team Faren                 | +2.163   | 5   |
| 3    | 69  | Sondre Evjen    | JC Raceteknik              | +4.392   | 4   |
| 4    | 12  | Anders Michalak | Anders Michalak            | +6.687   | 3   |
| 5    | 9   | Glenn Haug      | Glenn Haug                 | +8.479   | 2   |
| 6    | 55  | Vasiliy Gryazin | Sports Racing Technologies | +9.742   | 1   |

## Campeonatos tras la prueba
| Pos | Piloto               | Pts | Dif |
| --- | -------------------- | --- | --- |
| 1   | Johan Kristoffersson | 105 |     |
| 2   | Sébastien Loeb       | 91  | +14 |
| 3   | Andreas Bakkerud     | 83  | +22 |
| 4   | Petter Solberg       | 80  | +25 |
| 5   | Mattias Ekström      | 80  | +25 |

| Pos | Piloto               | Pts | Dif |
| --- | -------------------- | --- | --- |
| 1   | Oliver Eriksson      | 46  |     |
| 2   | Vasily Gryazin       | 44  | +2  |
| 3   | Sondre Evjen         | 42  | +4  |
| 4   | Ben-Philip Gundersen | 37  | +9  |
| 5   | Henrik Krogstad      | 34  | +12 |

- Nota: Sólo se incluyen las cinco posiciones principales.